# 古萊什之鷹
古萊什之鷹（阿拉伯语：صقر قريش）或稱可蘭經之鷹； 是部分阿拉伯國家當中的國家象征和國徽國旗標誌。今天，特別是來自波斯灣沿岸阿拉伯一側的阿拉伯人，傳統上鷹都被視為地位的象徵和阿拉伯人最喜歡的動物之一。
此外，關於古萊什和穆罕默德的傳統和記錄的歷史聲稱獵鷹被用作氏族的象徵。因此，古萊希在建甌鷹的幾種變種一直出現在幾個阿拉伯國家的旗幟、國徽、印章和標誌中，直到今天。在這個意義上，古萊什之鷹是所謂的薩拉丁之鷹的對手；亦是一種老鷹形狀的圖像，常使用在阿拉伯世界國家地區的旗幟或徽章上，例如敘利亞國徽、科威特國徽、前利比亞國徽等皆有使用。

## 由來
古莱什（阿拉伯语：قريش）是在伊斯兰教这一宗教信仰产生之时占据着麦加城的一支部落。伊斯兰教的先知穆罕默德本身自是古莱什族族人。这支部族有多神教信仰传统，并崇拜偶像，最终降服于伊斯兰教。

### 現行徽章

#### 阿拉伯君主國

约旦國徽
科威特國徽
阿联酋國徽
國徽
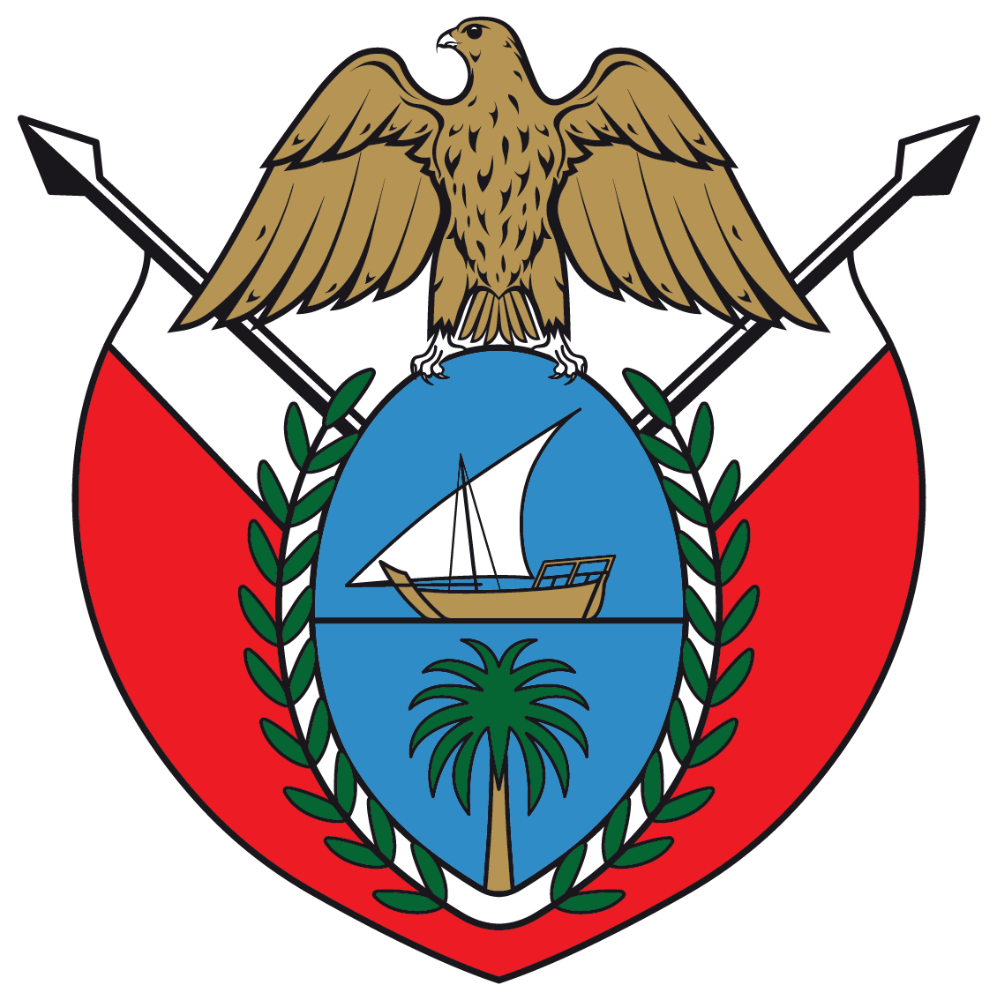
國徽

#### 阿拉伯共和國

利比亞国民代表大会民族稳定政府(2016年—)
巴勒斯坦解放军徽章上的古萊什之鷹(1964年—)

### 現行旗幟

利比亚国民代表大会、利比亚国民军和民族稳定政府(2016年—)
阿联酋总统旗帜，比例1:2
阿联酋总统旗帜，比例1:2

### 歷史旗幟

阿拉伯聯邦共和國總統旗（1972至1984）
敘利亞旗幟中的阿拉伯聯邦共和國總統旗（1972年至1984年）
敘利亞旗幟中的阿拉伯聯邦共和國國旗（1972年至1980年）
利比亞旗幟中的阿拉伯聯邦共和國國旗（1972年至1977年）

### 歷史徽章

阿拉伯聯合酋長國（1973年-2008年）
大阿拉伯利比亞人民社會主義民眾國國徽（直到2011年廢止）
阿拉伯聯邦共和國（1972年—1977年；敘利亞） (1972年–1984年；埃及)(1972年–1980年；敘利亞)
阿拉伯埃及共和國（1972年—1984年）
叙利亚共和国（1932-1958）
阿拉伯叙利亚共和国（1961-1964）
阿拉伯叙利亚共和国（1964-1972）
阿拉伯叙利亚共和国（1980-2024）
阿拉伯叙利亚共和国（2024-2025）
阿拉伯叙利亚共和国总统徽章（1980—2024）
阿拉伯叙利亚共和国总理徽章（1980—2024）
阿拉伯叙利亚共和国人民议会徽章（1980—2024）
叙利亚过渡政府（2024—2025）

## 外部鏈接
1. ↑  Karl-Heinz Hesmer: Flaggen und Wappen der Welt, pages 93, 155 and 171. Bertelsmann Lexikon Verlag, 1992
2. ↑  Syed Junaid Imam: The Flag of Quraish, Flags Of The World （页面存档备份，存于） (1999)